# Equipe eslovena na Copa Davis
A equipe eslovena na Copa Davis representa a Eslovênia na Copa Davis, principal competição de tênis masculina por equipes do mundo. É administrada pela Slovenian Tennis Association.